# Cahagnolles
Cahagnolles (ka.a.ɲɔlⓘ) es una población y comuna francesa, situada en la región de Baja Normandía, departamento de Calvados, en el distrito de Bayeux y cantón de Balleroy.

## Demografía
| 252 | 216 | 160 | 148 | 172 | 177 |
| Para los censos de 1962 a 1999 la población legal corresponde a la población sin duplicidades (Fuente: INSEE [Consultar]) |     |     |     |     |     |